# Graben d'Ottawa-Bonnechère

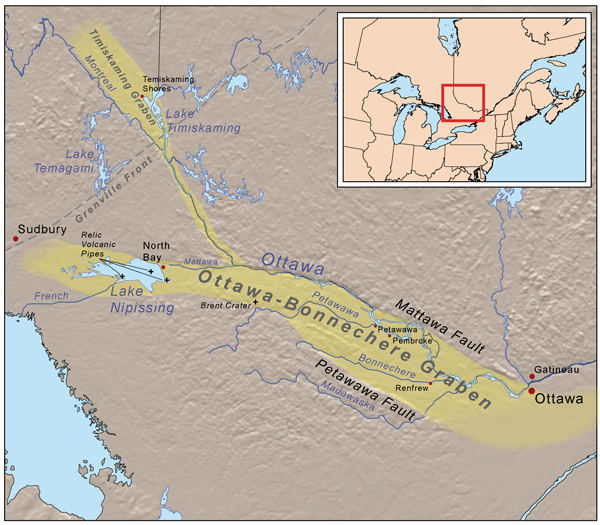
Localisation du graben

Le graben d'Ottawa-Bonnechère, avec le graben du Témiscamingue, forme un ancien système de rift du bouclier canadien situé à frontière entre l'Ontario et le Québec. La formation de cette vallée est le résultat d'un abaissement de la croûte terrestre d'environ 1 000 mètres le long des failles de Mattawa et de Petawawa. Ces vieilles failles sont toujours actives et occasionnent parfois des tremblements de terre dont le plus important récemment relevé est le séisme de 1935 au Témiscamingue.
Le graben couvre environ 700 kilomètres. Il s'étend de la Montérégie jusqu'au lac Nipissing. À son extrémité est, il rejoint le rift du Saint-Laurent, un demi-graben qui s'étend sur plus de 1 000 kilomètres le long de la vallée du fleuve Saint-Laurent et qui lui-même se relie au graben du Saguenay.
Un segment de 200 kilomètres à l'ouest d'Ottawa fut la première zone à être identifiée comme un graben. Depuis, la zone atteint pratiquement Sudbury à l'ouest. Au nord, une deuxième branche, identifiée comme le graben du Témiscamingue, atteint le lac Témiscamingue. À l'est de la zone, les collines Montérégiennes sont un des produits de l'activité volcanique au sein du graben lors du Crétacé.

## Référence
- (en) Cet article est partiellement ou en totalité issu de l’article de Wikipédia en anglais intitulé « Ottawa-Bonnechere Graben » (voir la liste des auteurs).